# Ulica Mikołowska w Rybniku
Ulica Mikołowska w Rybniku – jedna z ważniejszych i dłuższych ulic w Rybniku. Rozciąga się z od Placu Jana Pawła II przy Bazylice św. Antoniego, aż do granicy z Przegędzą.

## Obiekty
- Bazylika św. Antoniego[2]
- II Liceum Ogólnokształcące im. Andrzeja Frycza Modrzewskiego[3]
- przystanek kolejowy Rybnik Paruszowiec[4]
- zabytkowy dom mieszkalny przy ul. Mikołowskiej 105, wpisany do rejestru zabytków (A/1149/23 z 28 marca 2023)[5]
- sklepy i usługi